# 艾甘普體育場
艾甘普體育場（Estadio El Campín）是哥倫比亞波哥大一個主要球場，在1938年8月10日揭幕，一共設有 36,343 座位。 球場是米倫拿列奧和聖達菲的主球場。

## 外部連結
- Estadio Nemesio Camacho "El Campín" at Google Maps